# جائزة روسيا الكبرى 2019
جائزة روسيا الكبرى 2019 هو سباق فورمولا 1 أقيم بتاريخ 29 سبتمبر 2019 في مضمار سوتشي للسيارات، كراسنودار كراي، روسيا. كان السادس عشر من أصل 21 في بطولة العالم لسباقات الفورمولا واحد موسم 2019. حلّ البريطاني لويس هاملتون أولا بينما جاء الفنلندي فالتيري بوتاس في المركز الثاني وحصل على المركز الثالث الموناكي شارل لوكلير.